# 德意志民主共和国部长会议

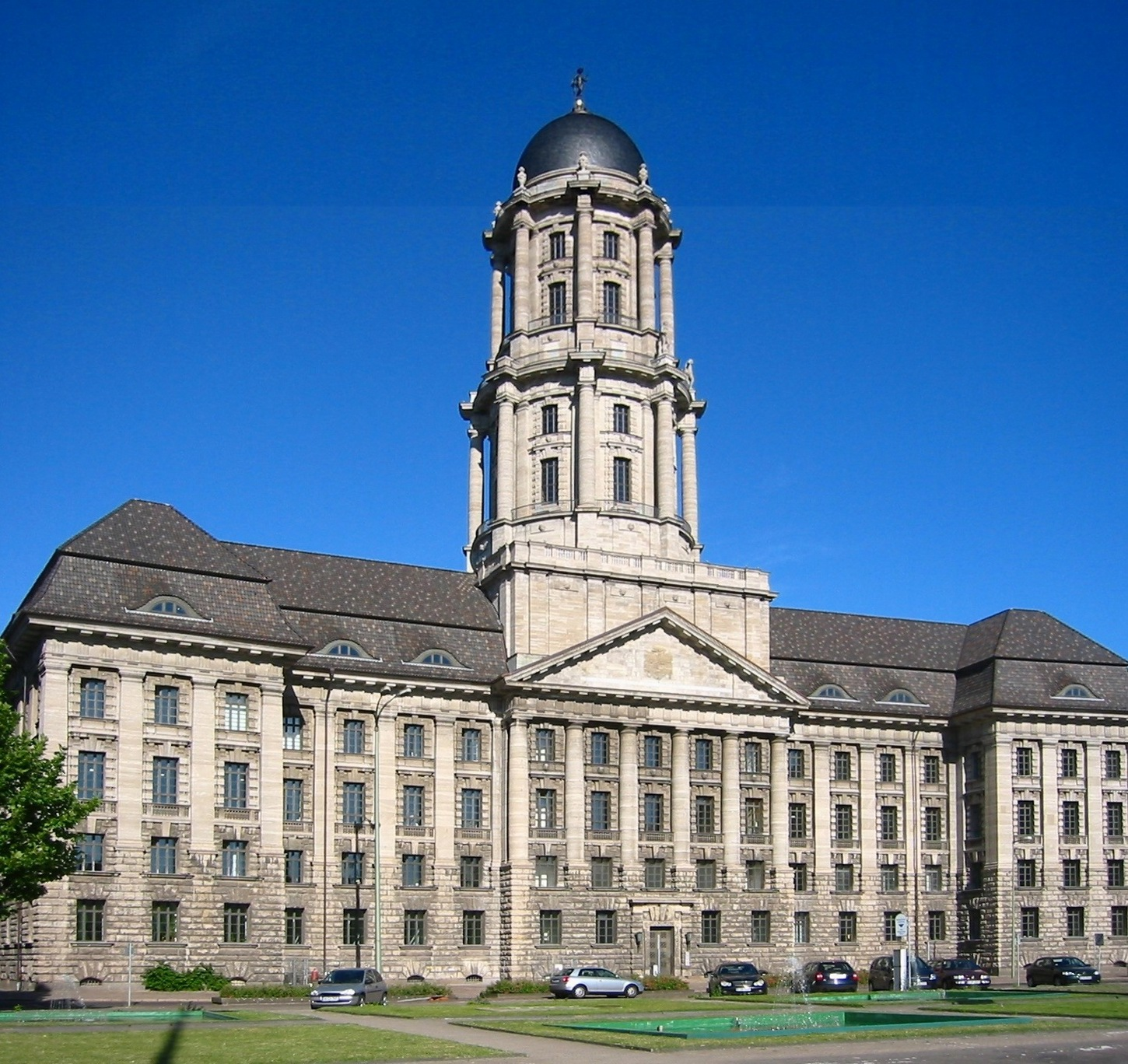
国家宫，1961年起为部长委员会驻地

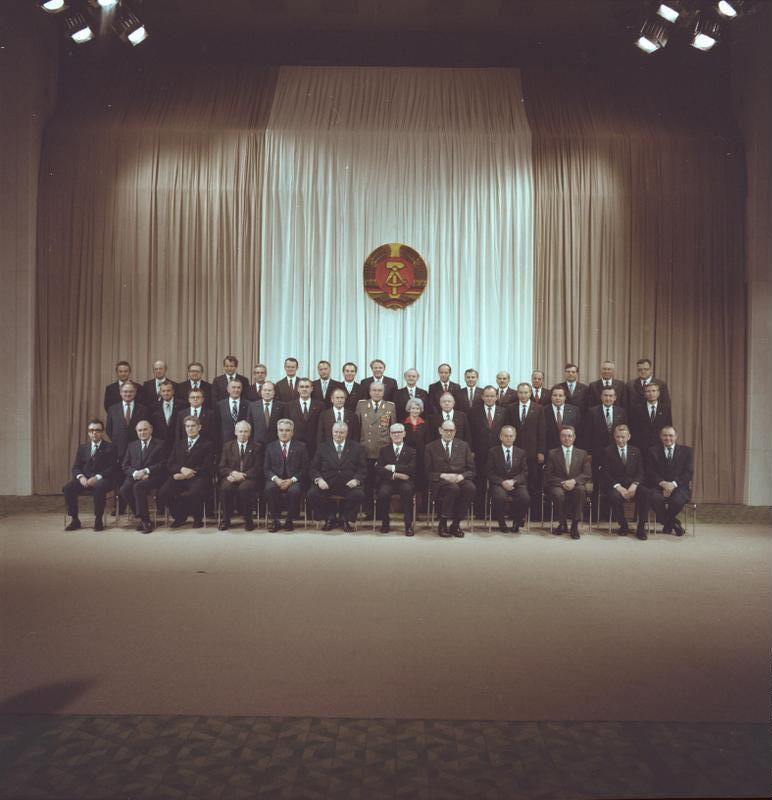
1981年6月的部长委员会成员

德意志民主共和国部长会议（德語：Ministerrat der Deutschen Demokratischen Republik）是东德在1950年11月至1990年10月3日两德统一期间的最高行政机关。最初成立时仅有18名成员，1989年增至44人。首脑是部长会议主席，相当于总理的职务。
根据《德意志民主共和国宪法》，部长会议代表了东德政府，但实际上该机构多听命于德国统一社会党总书记（事实上的東德最高領導人）。

## 部长会议主席
| # | 图像 | 姓名                    | 上任           | 离任           | 党派               |
| - | ---- | ----------------------- | -------------- | -------------- | ------------------ |
| 1 |      | 奥托·格罗提渥           | 1949年10月12日 | 1964年9月21日  | 德国统一社会党     |
| 2 |      | 维利·斯多夫（首次担任） | 1964年9月21日  | 1973年10月3日  | 德国统一社会党     |
| 3 |      | 霍斯特·辛德曼           | 1973年10月3日  | 1976年10月29日 | 德国统一社会党     |
|   |      | 维利·斯多夫（二次担任） | 1976年10月29日 | 1989年11月8日  | 德国统一社会党     |
| 4 |      | 汉斯·莫德罗             | 1989年11月8日  | 1990年4月12日  | 德国统一社会党     |
| 5 |      | 洛塔尔·德迈齐尔         | 1990年4月12日  | 1990年10月2日  | 德国基督教民主联盟 |

## 组织机构
- 国防部（1990年更名为裁軍及國防部（德语：Ministerium für Abrüstung und Verteidigung））
- 外交部
- 国家安全部（史塔西，1989年更名为國家安全署，1990年裁撤）
- 内务部
- 财政部
- 交通部
- 邮政电信部
- 文化部
- 国家教育部（1989年更名为教育及青年部）
- 高等及技术教育部
- 科学技术部
- 卫生部
- 环境保护及水处理部
- 司法部
- 工人及农民检查部
- 国家计划委员会
- 出版办公室
- 采矿、冶金、钾肥制造部
- 电子技术及电子产品部
- 煤炭及能源部
- 化学工业部
- 基础工业部
- 玻璃及陶瓷工业部
- 储藏管理部
- 工具及生产设备制造部
- 交通工具、机械及农机制造总部
- 重型机械建筑设备制造部
- 土地、森林及食品加工工业部
- 照明工业部
- 区级工业及食品生产部
- 贸易及供给部
- 经济部（1989年新增）
- 旅游部（1989年新增）
- 劳动及薪资部（1989年新增）